# Astigmatic
Astigmatic — студійний альбом 1966 року польського джазового піаніста і композитора Кшиштофа Комеди. Його часто вважають шедевром Комеди, а також одним з найкращих альбомів як польського, так і європейського джазу.

## Композиція
Astigmatic складається з трьох довгих треків, усі написані Комедою. «Kattorna» (у перекладі зі шведської «кішки») заснована на мотиві з саундтреку Komeda до однойменного фільму режисера Геннінґа Карлсена. «Svantetic» присвячена шведському поету Сванте Фйорстеру, який був другом Комеди.
Музика поєднує в собі багато різнорідних елементів, включаючи модальну гру, імпровізацію у стилі фрі-джаз, точні форми, тональні кластери, алеаторичні структури та авангардне використання тембру й артикуляції, надаючи їм індивідуальної виразності та відчуття драматичного ліризму, яке порівнюють з пізньоромантичною музикою.

## Сприйняття та спадщина
Автори «Путівника пінгвіна по джазу» Річард Кук і Браян Мортон назвали його «одним з найкращих джазових альбомів, коли-небудь записаних у Європі» і включили до списку 1001 найкращих джазових записів. Критик Стюарт Ніколсон писав, що він «став першопрохідцем для європейського джазу, критики вказували на те, що цей альбом ознаменував відхід від панівного американського підходу з появою специфічної європейської естетики». Журнал Jazzwise також зазначив, що це «один з найважливіших внесків у формування європейської естетики в джазовій композиції», помістивши його під номером 85 у списку «100 джазових альбомів, що потрясли світ». Манфред Айхер, засновник ECM Records, назвав Astigmatic віхою в історії джазу. Його визнали найкращим альбомом усіх часів і народів читачі польського журналу Jazz Forum.
Пишучи про перевидання 2016 року, автор журналу FACT Майкі Ай-Кью Джонс зазначив: «Композиції та аранжування Комеди красиві та складні, і це рідкісний епохальний альбом, сила якого залишається потужною від першого прослуховування до тисячного».
Композиції з Astigmatic неодноразово переосмислювалися польськими джазовими музикантами, зокрема Уршулою Дудзяк, Міхалом Урбаняком і Томашем Станьком. Назва альбому Asthmatic польського фрі-джазового гурту Miłość є іронічним відсиланням до Astigmatic.

## Пісні
Всі треки написані Кшиштофом Комедою.
| Сторона A | Сторона A    | Сторона A  |
| #         | Назва        | Тривалість |
| --------- | ------------ | ---------- |
| 1.        | «Astigmatic» | 22:50      |

| Сторона B | Сторона B   | Сторона B  |
| #         | Назва       | Тривалість |
| --------- | ----------- | ---------- |
| 2.        | «Kattorna»  | 7:20       |
| 3.        | «Svantetic» | 15:50      |

## Виконавці

### Komeda Quintet
- Кшиштоф Комеда — керівник гурту, фортепіано
- Руне Карлссон — ударні
- Ґюнтер Ленц — контрабас
- Збіґнєв Намисловський — саксофон-альт
- Томаш Станько — труба

### Інші
- Войцех П'єнтовський — виробництво
- Халіна Ястшембська — інженерія
- Рослав Сайбо — дизайн обкладинки
- Марек Каревич — фотографія обкладинки
- Адам Славінський — примітки до обкладинки[14]